# جرندل

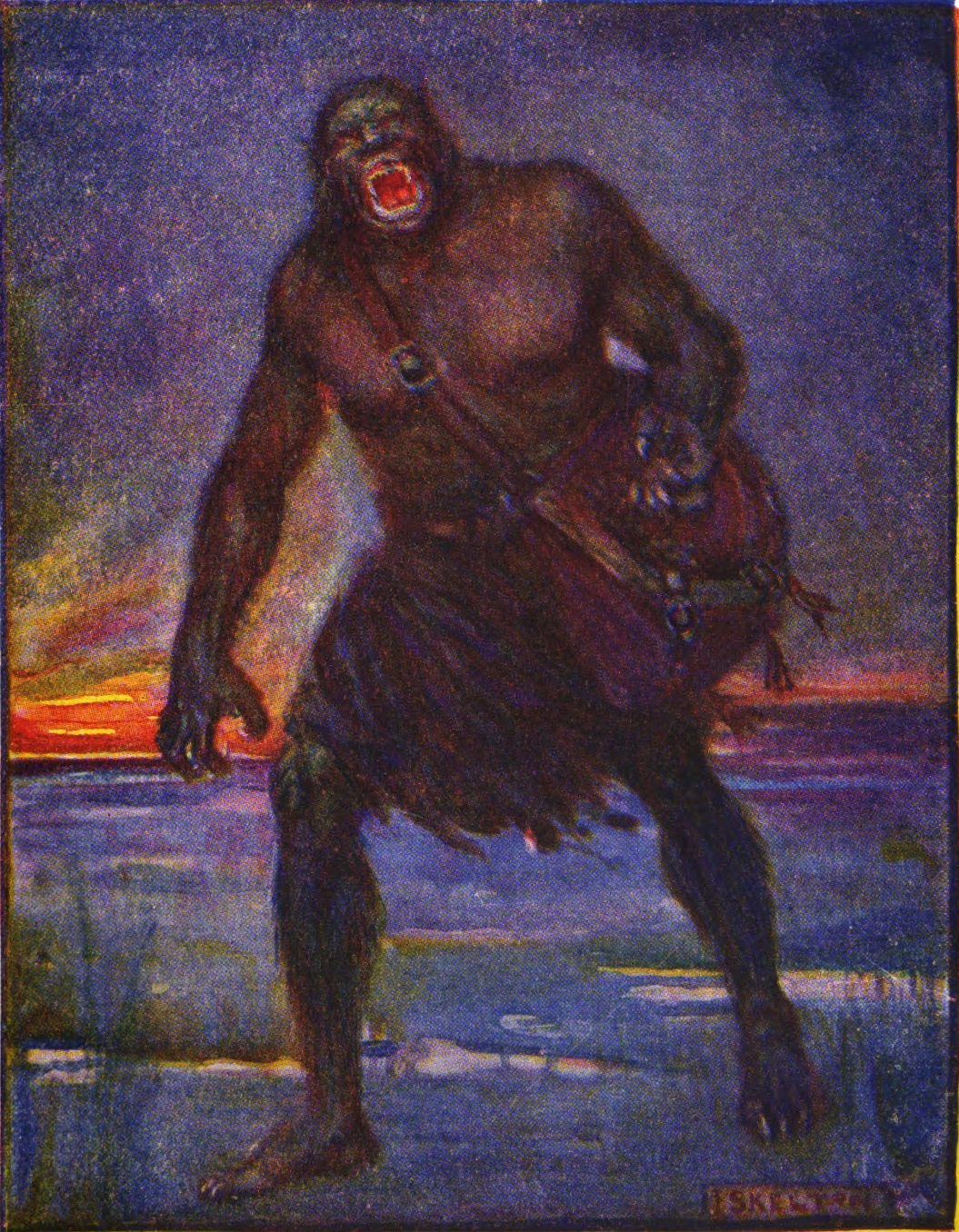
رسم توضيحي لجرندل بريشة جي آر سكيلتون (J.R. Skelton) من قصص بيولف. ويوصف جرندل بأنه "لو رأيته لهالك الموقف."

جَرَنْدَل (بالإنجليزية: Grendel)‏، هو واحد من ثلاثة خصوم إلى جانب أمه والتنين في الملحمة الشعرية الأنجلوساكسونية بيولف (700–1000 م). وعادة ما يصور جرندل على أنه وحش، على الرغم أن هذا محل نزاع العلماء. وتشير الملحمة إلى أن جرندل بث الرعب في قلوب الجميع، باستثناء بيولف.

## القصة

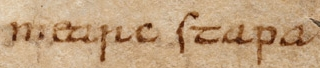
يستخدم مؤلف "بيوولف" غالبًا عبارات بديلة متنوعة لاسم جريندل، مثل "مارك ستبر" (mearc stapa)، بمعنى ساكن الأرض الحدودية.

توجد الملحمة بيولف في مخطوطة نوول. وكما يُلاحظ في الأبيات 105–114 والأبيات 1260–1267 من بيولف، فإن جرندل وأمه يوصفان على أنهما من ذرية قابيل التوراتي. يترك بيولف جوتلاند لكي يجد جرندل ويقضي عليه، وكان جرندل يهاجم صالات النبيذ المسماة هيروت فيقتل ويأكل كل من يجده فيها. وجاءت مهاجمة جرندل للصالات بعد أن أزعجه ضجيج المعربدين بعد سكرهم. وفي المشهد المبهم الذي يجلس فيه جرندل في الصالة المهجورة غير قادر على الوصول إلى العرش يلمح إلى أن ما يدفعه لذلك هو الطمع والانتقام. وبعد حرب مطوّلة، يصيب بيولف جرندل إصابة قاتلة تؤدي إلى قطع ذراعه. ويموت جرندل في كهفه تحت المستنقع. وهناك ينخرط بيولف في حرب ضروس مع أم جرندل، ويتغلب عليها في نهاية المطاف. وعلى إثر ذلك، يجد بيولف جثمان جرندل فيقطع عنقه ويحتفظ بها لتكون دليلاً على انتصاره. ثم يعود بيولف إلى السطح حيث رجاله في «الساعة التاسعة» (1600 حوالي 3 مساءً. ويعود إلى هيروت حيث يجد العديد والعديد من العطايا وفوق ذلك الكثير والكثير من الامتنان والشكر من هروثجار.

## الأبحاث العلمية

### تولكين
في 1936، كتب ج. ر. ر. تولكين (J.R.R. Tolkien) في مقالة بيوولف: الوحوش والنقاد (Beowulf: The Monsters & The Critics) عن جرندل والتنين في بيولف. وكانت هذه المقالة هي البذرة الأولى للأبحاث العلمية التي تُعنى جدياً بـ الأدب الأنجلوساكسوني لما فيه من مزايا أدبية، بعد أن كانت الأبحاث تهتم فقط ببحث أصل اللغة الإنجليزية، أو باستخراج المعلومات التاريخية التي يمكن التقاطها من النص، كما كان عليه الحال في القرن التاسع عشر.

### الجدل حول الوصف
في أثناء العقود التالية، أثار التوصيف الدقيق لجرندل جدلاً كبيراً بين العلماء. والسبب الحتمي لهذا هو أن مظهره لم يوصف مباشرة بدقة في الإنجليزية القديمة في كتابات شاعر بيولف الأصلي، ويدور جزء من الجدل حول أمور مشهورة، وهي كونه من ذرية قابيل (أول قاتل في الكتاب المقدس).

## جرندلسمير
في وريسيسترشاير كانت توجد بركة تسمى جرندلسمير قرب أبوتس مورتون أثناء عهد الإنجليزية القديمة. ويبدو أن هذا الاسم فيه إشارة ضمنية إلى جرندل المذكور في بيولف. أما البركة فليست موجودة الآن.

## جرندل في الأفلام والأدب والثقافة الشعبية
يظهر جرندل أيضاً في خطاب هارولد فرموس (Harold E. Varmus) الذي ألقاه في 10 ديسمبر 1989 في حفل توزيع الجوائز احتفالاً بفوزه بـ جائزة نوبل في الطب أو علم وظائف الأعضاء لمجهوده الرائع في اكتشاف الجين الورمي. ذكر هارولد فرموس وجه المقارنة بين الخلية السرطانية وبين جرندل، إذ إن الخلية السرطانية «شبيهة بالجرندل وهي صورة مشوهة لواقع أمرنا».